# Fundplatz Dull
Der Fundplatz Dull (auch „St Ninian’s Chapel“ genannt) im Kirchspiel Dull in Perth and Kinross, Schottland, ist ein multipler neolithischer Fundplatz, bestehend aus einer Einhegung, einem Schalenstein und einer Darre oder einem Steingrab. 

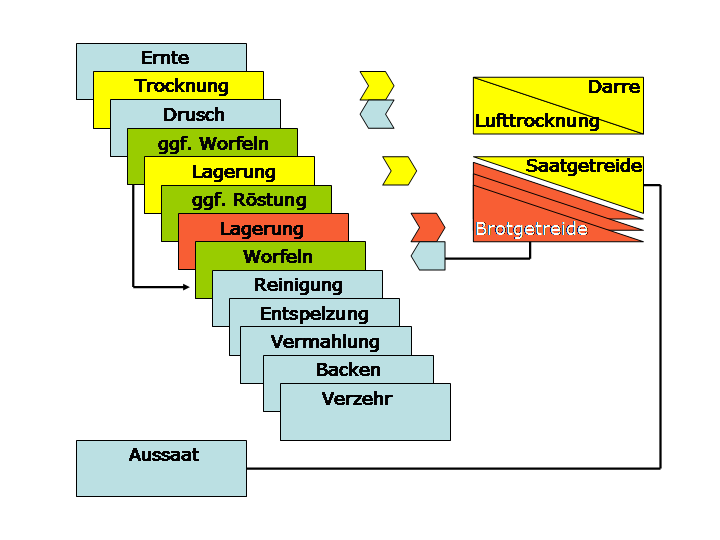
Vorindustrielle Getreidebehandlung

Vor der Ausgrabung durch Margaret E. C. Stewart in den 1960er Jahren wurde der Platz als die Ruinen einer Klosterschule angesehen und auch im „New Statistical Account (NSA 1845)“ so beschrieben und auf der 1. Auflage der 25-Zoll-Karte so markiert. 
M. E. C. Stewart war überzeugt davon, dass sie die Reste einer neolithischen Kammer ausgegraben hatte. Allerdings wurde diese Auslegung von anderen Archäologen nicht akzeptiert. Eine weitere Interpretationsmöglichkeit ist, dass es sich um eine große komplexe Darre, umgeben von einem gepflasterten Bereich mit unsicherer Funktion und einem Trockenmauerwerk, handelt. Stimmt diese Deutung, handelt es sich um die älteste Getreidedarre der Britischen Inseln. Einige Strukturen, die ursprünglich als Darren angesehen wurden, hielten allerdings einer genaueren Untersuchung nicht stand. 
Ein aufrechter Stein am Rande der zentralen Struktur ist mit Schälchen versehen.
Die Funde bestanden aus verkohltem Getreide und Holz, schwarzer Töpferware, einer zerbrochenen blattförmigen Pfeilspitze aus grauem und einem Mikrolith aus gelbem Feuerstein. 
In der Nähe liegen die Steinkreise von Carse Farm.